# Anomala fissula
Anomala fissula är en skalbaggsart som beskrevs av Ohaus 1916. Anomala fissula ingår i släktet Anomala och familjen Rutelidae. Inga underarter finns listade i Catalogue of Life.